# A csillagok, akár a por
A csillagok, akár a por (angolul: The Stars Like Dust) Isaac Asimov tudományos-fantasztikus regénye, amely először 1951-ben jelent meg. Magyarul 1992-ben jelent meg a Móra Ferenc Könyvkiadónál F. Nagy Piroska fordításában.
Ez a könyv Asimov Birodalom-sorozatának első regénye.

## Történet
|  | Alább a cselekmény részletei következnek! |

A regény cselekménye a távoli jövőben játszódik, amikor a Föld bolygó területe már csak részben lakható a radioaktív szennyezettség miatt, és az emberiség már a galaxis számos más lakható bolygóján letelepedett. A lakott világok közül a Tyrann bolygó egy-két generációval korábban kiemelkedett katonai erejének köszönhetően. Sorban meghódította a Csillagköd királyságok bolygóit, többek között a Rhodia, a Nephelos és a Lingane bolygókat, és függő helyzetbe kényszerítette őket.
A regény főhőse Biron Farill, a Nephelos bolygó urának fia, akinek apját a Tyrann elleni lázadás vádjával kivégezték. Biron is menekülni kényszerül, otthagyja a Földet, ahol egyetemi tanulmányait végezte, majd a Rhodián rögtön a tirannok fogságába esik, akik azonban csaliként használják, hogy leleplezzék a további összeesküvőket.
A Rhodia bolygó igazgatója Hinrik Hinriad, aki a tirannok bábjaként viselkedik. Farill először tőle kér menedékjogot, azonban Hinrik rájön a csapdára és feladja őt a tirannoknak. Farillnak azonban sikerül elmenekülnie a palotából Hinrik lánya, Artemisia és testvére, Gillbret segítségével. Artemisia és Gillbret is vele tartanak – Artemisia egy házasság elől menekül, Gillbret pedig az összeesküvéshez szeretne csatlakozni a „lázadó bolygón”, hogy ott legyen, amikor elkezdődik a harc a tirannok ellen. Zsákmányolnak egy tirann hadihajót, azonban a tirannok továbbra is szemmel tartják és követik őket.
Gillbret javaslatára a Lingane bolygóra mennek. A Lingane országfelelőse, Sander Jonti, aki az összeesküvés vezetője. A „lázadó bolygó” pontos helyét azonban ő sem tudja, ezért együtt indulnak el megkeresni: úgy sejtik, hogy csakis a Lófej-köd belsejében lehet. A tirann hadihajók azonban továbbra is a nyomukban vannak.
Farill azonban nem bízik Jontiban, mert rájött, hogy Jonti volt az, aki feladta őt a tirannoknak, amikor a Földről távozott és a Földön is ő rendezte meg az ellene elkövetett merényletet. Jonti ugyan elismeri tettét, de az összeesküvés érdekeivel indokolja azt. Farill azonban továbbra is gyanakszik és ezért a Lófej csillagködbe érve csapdát állít Jontinak. Gyanúja beigazolódik: Jonti megpróbálja megölni őt, és eközben bevallja, hogy Farill apját is ő ölte meg. Az összeesküvés vezetője tehát áruló.
Mielőtt azonban az árulót elítélhetnék, mindannyian a tirannok fogságában esnek. Jonti elárulja a tirannoknak a „lázadó bolygó” feltételezett helyét, amiért a többiek megölik őt. A „lázadó bolygó” azonban nem létezik, a megjelölt helyen nem találnak lakott bolygót. Simok Aratap, az üldöző tirannok vezetője végül politikai okokból elengedi magas rangú foglyait: Gillbret, Artemisia és Biron visszatérhetnek a Rhodiára, azonban a Rhodia bolygót többé nem hagyhatják el.
A visszafelé úton Biron megfejti a „lázadó bolygó” rejtélyét: a lázadó bolygó valójában a Rhodia, a lázadás vezetője pedig Hinrik, akire a tirannok eddig nem is gyanakodtak.
|  | Itt a vége a cselekmény részletezésének! |

## Megjelenések

### angolul
1. The Stars, Like Dust, Doubleday, 1951[2]

### magyarul
1. A csillagok, akár a por. Birodalom sorozatának 1. kötete; ford. F. Nagy Piroska; Galaktika, Bp., 1992 (Alapítvány és birodalom sorozat)
2. Asimov teljes Alapítvány-Birodalom-Robot Univerzuma, 2. kötet, Szukits Könyvkiadó, Szeged, 2002, ford.: F. Nagy Piroska[3]